# Interlands Nederlands voetbalelftal 1905-1919
Deze pagina toont een chronologisch en gedetailleerd overzicht van de interlands die het Nederlands voetbalelftal heeft gespeeld in de periode 1905 – 1919.
In deze periode werden in totaal 45 interlands gespeeld waarvan er 25 werden gewonnen, vier wedstrijden gelijk eindigden en 16 werden verloren. De meeste wedstrijden waren vriendschappelijke wedstrijden, maar er werd ook tweemaal gevoetbald om de olympische titel door Nederland: in 1908 in Londen en 1912 in Stockholm.

## Interlands

### 1905
|                                                                                       |                    |              |                                    |                                                                                 |
| 30 april Vriendschappelijk Coupe Vanden Abeele № 1 «onderlinge duels» 14:30 uur (UTC) | België             | 1 – 4 (n.v.) | Nederland                          | Beerschotstadion, Antwerpen Toeschouwers: 800 Scheidsrechter: Frank König (BEL) |
| 30 april Vriendschappelijk Coupe Vanden Abeele № 1 «onderlinge duels» 14:30 uur (UTC) | Ben Stom 87' (e.d) |              | 80', 106', 117', 119' Eddy de Neve | Beerschotstadion, Antwerpen Toeschouwers: 800 Scheidsrechter: Frank König (BEL) |

| |                                                                             |       |        |                                                                                     |
| 14 mei Vriendschappelijk Rotterdamsch Nieuwsblad Beker № 2 «onderlinge duels» 14:00 uur (UTC+0:20) | Nederland                                                                   | 4 – 0 | België | Schuttersveld, Rotterdam Toeschouwers: 30.000 Scheidsrechter: Henri Vermeulen (NED) |
| 14 mei Vriendschappelijk Rotterdamsch Nieuwsblad Beker № 2 «onderlinge duels» 14:00 uur (UTC+0:20) | Bok de Korver 74' Eddy de Neve 76' (pen.) Guus Lutjens 80' Dolf Kessler 84' |       |        | Schuttersveld, Rotterdam Toeschouwers: 30.000 Scheidsrechter: Henri Vermeulen (NED) |

### 1906
|                                                                                       |                                                                            |       |        |                                                                                    |
| 29 april Vriendschappelijk Coupe Vanden Abeele № 3 «onderlinge duels» 14:30 uur (UTC) | Nederland                                                                  | 5 – 0 | België | Beerschotstadion, Antwerpen Toeschouwers: 2.000 Scheidsrechter: Pat Harrower (ENG) |
| 29 april Vriendschappelijk Coupe Vanden Abeele № 3 «onderlinge duels» 14:30 uur (UTC) | Guillaume Vanden Eynde 15' Hector Goetinck 40' Robert Deveen 52', 68', 80' |       |        | Beerschotstadion, Antwerpen Toeschouwers: 2.000 Scheidsrechter: Pat Harrower (ENG) |

| |                                         |       |                                                |                                                                                    |
| 13 mei Vriendschappelijk Rotterdamsch Nieuwsblad Beker № 4 «onderlinge duels» 14:00 uur (UTC+0:20) | Nederland                               | 2 – 3 | België                                         | Schuttersveld, Rotterdam Toeschouwers: 7.000 Scheidsrechter: Herbert Willing (NED) |
| 13 mei Vriendschappelijk Rotterdamsch Nieuwsblad Beker № 4 «onderlinge duels» 14:00 uur (UTC+0:20) | Henk Muller 32' Ferry van der Vinne 54' |       | 76', 88' Charles Cambier 81' Pierre Destrebecq | Schuttersveld, Rotterdam Toeschouwers: 7.000 Scheidsrechter: Herbert Willing (NED) |

### 1907
|                                                                       |                |       | |                                                                                     |
| 1 april Vriendschappelijk № 5 «onderlinge duels» 14:30 uur (UTC+0:20) | Nederland      | 1 – 8 | Engeland (am.) | Sportpark De Diepput, Den Haag Toeschouwers: 8.000 Scheidsrechter: Henri Boon (BEL) |
| 1 april Vriendschappelijk № 5 «onderlinge duels» 14:30 uur (UTC+0:20) | Hans Blume 14' |       | 4' Ernest Mansfield 5', 60' Arthur Bell 16' Vivian Woodward 28,47' Harold Hardman 39' Bobby Hawkes 73' Richard Young | Sportpark De Diepput, Den Haag Toeschouwers: 8.000 Scheidsrechter: Henri Boon (BEL) |

|                                                                                       |               |              |                                              |                                                                                    |
| 14 april Vriendschappelijk Coupe Vanden Abeele № 6 «onderlinge duels» 14:30 uur (UTC) | België        | 1 – 3 (n.v.) | Nederland                                    | Beerschotstadion, Antwerpen Toeschouwers: 2.500 Scheidsrechter: Pat Harrower (ENG) |
| 14 april Vriendschappelijk Coupe Vanden Abeele № 6 «onderlinge duels» 14:30 uur (UTC) | René Feye 31' |              | 74', 118' Lothar van Gogh 99' Constant Feith | Beerschotstadion, Antwerpen Toeschouwers: 2.500 Scheidsrechter: Pat Harrower (ENG) |

|                                                                                                   |                    |       |                                   |                                                                                   |
| 9 mei Vriendschappelijk Rotterdamsch Nieuwsblad Beker № 7 «onderlinge duels» 15:00 uur (UTC+0:20) | Nederland          | 1 – 2 | België                            | Haarlemstadion, Haarlem Toeschouwers: 10.000 Scheidsrechter: Ernest Holland (ENG) |
| 9 mei Vriendschappelijk Rotterdamsch Nieuwsblad Beker № 7 «onderlinge duels» 15:00 uur (UTC+0:20) | Constant Feith 54' |       | 14' René Feye 60' Hector Goetinck | Haarlemstadion, Haarlem Toeschouwers: 10.000 Scheidsrechter: Ernest Holland (ENG) |

|                                                                      | |        |                       |                                                                             |
| 21 december Vriendschappelijk № 8 «onderlinge duels» 14:15 uur (UTC) | Engeland (am.)                                                                                              | 12 – 2 | Nederland             | Feethams, Darlington Toeschouwers: 10.000 Scheidsrechter: Tom Farrell (NIR) |
| 21 december Vriendschappelijk № 8 «onderlinge duels» 14:15 uur (UTC) | Vivian Woodward 1', 31', 70' Harry Stapley 4', 10', 55', 59', 62' Arthur Bell 11', 71', 84' James Raine 80' |        | 36', 88' Cas Ruffelse | Feethams, Darlington Toeschouwers: 10.000 Scheidsrechter: Tom Farrell (NIR) |

### 1908
|                                                                                       |                       |       |                                                                  |                                                                                    |
| 29 maart Vriendschappelijk Coupe Vanden Abeele № 9 «onderlinge duels» 14:45 uur (UTC) | België                | 1 – 4 | Nederland                                                        | Beerschotstadion, Antwerpen Toeschouwers: 2.000 Scheidsrechter: Pat Harrower (ENG) |
| 29 maart Vriendschappelijk Coupe Vanden Abeele № 9 «onderlinge duels» 14:45 uur (UTC) | Maurice Vertongen 81' |       | 12' Jan Thomée 50' Jan Thomée 74' Bok de Korver 85' Cas Ruffelse | Beerschotstadion, Antwerpen Toeschouwers: 2.000 Scheidsrechter: Pat Harrower (ENG) |

| |                                                     |       |                 |                                                                                |
| 26 april Vriendschappelijk Rotterdamsch Nieuwsblad Beker № 10 «onderlinge duels» 14:30 uur (UTC+0:20) | Nederland                                           | 3 – 1 | België          | Prinsenlaan, Rotterdam Toeschouwers: 6.000 Scheidsrechter: Jack Howcroft (ENG) |
| 26 april Vriendschappelijk Rotterdamsch Nieuwsblad Beker № 10 «onderlinge duels» 14:30 uur (UTC+0:20) | Edu Snethlage 22' Jan Thomée 31' (pen.), 60' (pen.) |       | 89' Louis Saeys | Prinsenlaan, Rotterdam Toeschouwers: 6.000 Scheidsrechter: Jack Howcroft (ENG) |

|                                                                       |                                                           |       |                    |                                                                                    |
| 10 mei Vriendschappelijk № 11 «onderlinge duels» 14:30 uur (UTC+0:20) | Frankrijk                                                 | 4 – 1 | Nederland          | Prinsenlaan, Rotterdam Toeschouwers: 3.000 Scheidsrechter: Joseph Brauburger (BEL) |
| 10 mei Vriendschappelijk № 11 «onderlinge duels» 14:30 uur (UTC+0:20) | Edu Snethlage 22', 76' Jan Thomée 24' Jack Akkersdijk 60' |       | 74' André François | Prinsenlaan, Rotterdam Toeschouwers: 3.000 Scheidsrechter: Joseph Brauburger (BEL) |

| Olympische Spelen 1908 |
| ---------------------- |

|                                                                |                            |       |           |                                                                                    |
| 22 oktober Olympische Spelen Halve finale № 12 15:00 uur (UTC) | Groot-Brittannië (olymp.)  | 4 – 0 | Nederland | White City Stadium, Londen Toeschouwers: 6.000 Scheidsrechter: Jack Howcroft (ENG) |
| 22 oktober Olympische Spelen Halve finale № 12 15:00 uur (UTC) | Stapley 37', 60', 64', 75' |       |           | White City Stadium, Londen Toeschouwers: 6.000 Scheidsrechter: Jack Howcroft (ENG) |

|                                                                                     |                                  |       |        |                                                                                    |
| 23 oktober Olympische Spelen Bronzen finale № 13 «onderlinge duels» 15:00 uur (UTC) | Nederland                        | 2 – 0 | Zweden | White City Stadium, Londen Toeschouwers: 1.000 Scheidsrechter: Jacky Pearson (ENG) |
| 23 oktober Olympische Spelen Bronzen finale № 13 «onderlinge duels» 15:00 uur (UTC) | Jops Reeman 6' Edu Snethlage 58' |       |        | White City Stadium, Londen Toeschouwers: 1.000 Scheidsrechter: Jacky Pearson (ENG) |

|  |  |  |  |  |  |  |  |  |

|                                                                           |                                                                            |       |                                         |                                                                                            |
| 25 oktober Vriendschappelijk № 14 «onderlinge duels» 14:30 uur (UTC+0:20) | Nederland                                                                  | 5 – 3 | Zweden                                  | Sportpark De Diepput, Den Haag Toeschouwers: 8.000 Scheidsrechter: Joseph Brauburger (BEL) |
| 25 oktober Vriendschappelijk № 14 «onderlinge duels» 14:30 uur (UTC+0:20) | Edu Snethlage 6', 51' Caius Welcker 41' Mannes Francken 49' Jan Thomée 73' |       | 8', 28' Karl Gustafsson 21' Olof Ohlson | Sportpark De Diepput, Den Haag Toeschouwers: 8.000 Scheidsrechter: Joseph Brauburger (BEL) |

### 1909
|                                                                                        |                     |       |                                                                     |                                                                                   |
| 21 maart Vriendschappelijk Coupe Vanden Abeele № 15 «onderlinge duels» 14:45 uur (UTC) | België              | 1 – 4 | Nederland                                                           | Beerschotstadion, Antwerpen Toeschouwers: 6.000 Scheidsrechter: Thomas Kyle (ENG) |
| 21 maart Vriendschappelijk Coupe Vanden Abeele № 15 «onderlinge duels» 14:45 uur (UTC) | Edgard Poelmans 63' |       | 11' Edu Snethlage 19' Dé Kessler 38' Caius Welcker 79' Guus Lutjens | Beerschotstadion, Antwerpen Toeschouwers: 6.000 Scheidsrechter: Thomas Kyle (ENG) |

|                                                                         |           |                                                          |                |                                                                                         |
| 12 april Vriendschappelijk № 16 «onderlinge duels» 14:30 uur (UTC+0:20) | Nederland | 0 – 4                                                    | Engeland (am.) | Oud-Roosenburgh, Amsterdam Toeschouwers: 15.000 Scheidsrechter: Joseph Brauburger (BEL) |
| 12 april Vriendschappelijk № 16 «onderlinge duels» 14:30 uur (UTC+0:20) |           | 7', 36' Cyril Dunning 28' Tommy Porter 61' Harry Stapley |                | Oud-Roosenburgh, Amsterdam Toeschouwers: 15.000 Scheidsrechter: Joseph Brauburger (BEL) |

| |                                             |       |                      |                                                                                 |
| 25 april Vriendschappelijk Rotterdamsch Nieuwsblad Beker № 17 «onderlinge duels» 14:30 uur (UTC+0:20) | Nederland                                   | 4 – 1 | België               | Prinsenlaan, Rotterdam Toeschouwers: 10.000 Scheidsrechter: Jack Howcroft (ENG) |
| 25 april Vriendschappelijk Rotterdamsch Nieuwsblad Beker № 17 «onderlinge duels» 14:30 uur (UTC+0:20) | Guus Lutjens 2' Edu Snethlage 21', 32', 54' |       | 58' Fernand Goossens | Prinsenlaan, Rotterdam Toeschouwers: 10.000 Scheidsrechter: Jack Howcroft (ENG) |

|                                                                       |                                                                                                  |       |                   |                                                                                    |
| 11 december Vriendschappelijk № 18 «onderlinge duels» 14:30 uur (UTC) | Engeland (am.)                                                                                   | 9 – 1 | Nederland         | Stamford Bridge, Londen Toeschouwers: 18.000 Scheidsrechter: Charles Barette (BEL) |
| 11 december Vriendschappelijk № 18 «onderlinge duels» 14:30 uur (UTC) | Harry Stapley 5' Vivian Woodward 9', 14', 21', 23', 60', 85' Alfred Owen 41' Ernest Williams 89' |       | 38' Tonny Kessler | Stamford Bridge, Londen Toeschouwers: 18.000 Scheidsrechter: Charles Barette (BEL) |

### 1910
|                                                                                        |                                          |              |                                 |                                                                                        |
| 13 maart Vriendschappelijk Coupe Vanden Abeele № 19 «onderlinge duels» 15:00 uur (UTC) | België                                   | 3 – 2 (n.v.) | Nederland                       | Beerschotstadion, Antwerpen Toeschouwers: 8.500 Scheidsrechter: Dicky Schumacher (ENG) |
| 13 maart Vriendschappelijk Coupe Vanden Abeele № 19 «onderlinge duels» 15:00 uur (UTC) | Robert Deveen 19', 24' Alphonse Six 119' |              | 21' Guus Lutjens 26' Dé Kessler | Beerschotstadion, Antwerpen Toeschouwers: 8.500 Scheidsrechter: Dicky Schumacher (ENG) |

| |                                                                          |       |        |                                                                                  |
| 10 april Vriendschappelijk Rotterdamsch Nieuwsblad Beker № 20 «onderlinge duels» 14:30 uur (UTC+0:20) | Nederland                                                                | 7 – 0 | België | Haarlemstadion, Haarlem Toeschouwers: 11.000 Scheidsrechter: Jack Howcroft (ENG) |
| 10 april Vriendschappelijk Rotterdamsch Nieuwsblad Beker № 20 «onderlinge duels» 14:30 uur (UTC+0:20) | Caius Welcker 10', 28' Mannes Francken 15', 45', 62' Jan Thomée 55', 80' |       |        | Haarlemstadion, Haarlem Toeschouwers: 11.000 Scheidsrechter: Jack Howcroft (ENG) |

|                                                                         |                                                               |       |                               |                                                                                     |
| 24 april Vriendschappelijk № 21 «onderlinge duels» 14:30 uur (UTC+0:20) | Nederland                                                     | 4 – 2 | Duitsland                     | Klarenbeek Stadion, Arnhem Toeschouwers: 10.000 Scheidsrechter: Jack Howcroft (ENG) |
| 24 april Vriendschappelijk № 21 «onderlinge duels» 14:30 uur (UTC+0:20) | Guus Lutjens 29' Jan Thomée 73', 87' Walter Hempel 82' (e.d.) |       | 23' Eugen Kipp 42' Willi Fick | Klarenbeek Stadion, Arnhem Toeschouwers: 10.000 Scheidsrechter: Jack Howcroft (ENG) |

|                                                                        |                   |       |                                   |                                                                                              |
| 16 oktober Vriendschappelijk № 22 «onderlinge duels» 15:30 uur (UTC+1) | Duitsland         | 1 – 2 | Nederland                         | Sportplatz an der Triftstraße, Kleef Toeschouwers: 4.000 Scheidsrechter: Hubert Istace (BEL) |
| 16 oktober Vriendschappelijk № 22 «onderlinge duels» 15:30 uur (UTC+1) | Richard Queck 25' |       | 7' Jan Thomée 16' Nol van Berckel | Sportplatz an der Triftstraße, Kleef Toeschouwers: 4.000 Scheidsrechter: Hubert Istace (BEL) |

### 1911
|                                                                                        |                        |       |                                                               |                                                                                     |
| 19 maart Vriendschappelijk Coupe Vanden Abeele № 23 «onderlinge duels» 15:00 uur (UTC) | België                 | 1 – 5 | Nederland                                                     | Beerschotstadion, Antwerpen Toeschouwers: 12.000 Scheidsrechter: Tom Campbell (ENG) |
| 19 maart Vriendschappelijk Coupe Vanden Abeele № 23 «onderlinge duels» 15:00 uur (UTC) | Désiré Paternoster 78' |       | 8', 36', 55' Mannes Francken 83' Jan Thomée 88' Caius Welcker | Beerschotstadion, Antwerpen Toeschouwers: 12.000 Scheidsrechter: Tom Campbell (ENG) |

| |                                                  |       |                  | |
| 2 april Vriendschappelijk Rotterdamsch Nieuwsblad Beker № 24 «onderlinge duels» 14:30 uur (UTC+0:20) | Nederland                                        | 3 – 1 | België           | DFC-terrein aan de Markettenweg, Dordrecht Toeschouwers: 9.000 Scheidsrechter: George Miller (ENG) |
| 2 april Vriendschappelijk Rotterdamsch Nieuwsblad Beker № 24 «onderlinge duels» 14:30 uur (UTC+0:20) | Mannes Francken 28', 76' Jan van Breda Kolff 29' |       | 36' Alphonse Six | DFC-terrein aan de Markettenweg, Dordrecht Toeschouwers: 9.000 Scheidsrechter: George Miller (ENG) |

|                                                                         |           |                 |                |                                                                                  |
| 17 april Vriendschappelijk № 25 «onderlinge duels» 15:00 uur (UTC+0:20) | Nederland | 0 – 1           | Engeland (am.) | Oud-Roosenburgh, Amsterdam Toeschouwers: 11.000 Scheidsrechter: Paul Marum (GER) |
| 17 april Vriendschappelijk № 25 «onderlinge duels» 15:00 uur (UTC+0:20) |           | George Webb 24' |                | Oud-Roosenburgh, Amsterdam Toeschouwers: 11.000 Scheidsrechter: Paul Marum (GER) |

### 1912
|                                                                                        |                   |       |                     |                                                                                     |
| 10 maart Vriendschappelijk Coupe Vanden Abeele № 26 «onderlinge duels» 14:30 uur (UTC) | België            | 1 – 2 | Nederland           | Beerschotstadion, Antwerpen Toeschouwers: 9.225 Scheidsrechter: Charles Crisp (ENG) |
| 10 maart Vriendschappelijk Coupe Vanden Abeele № 26 «onderlinge duels» 14:30 uur (UTC) | Fernand Nisot 60' |       | 58', 72' Jan Thomée | Beerschotstadion, Antwerpen Toeschouwers: 9.225 Scheidsrechter: Charles Crisp (ENG) |

|                                                                    |                                                             |       |           |                                                                                        |
| 16 maart Vriendschappelijk № 27 «onderlinge duels» 15:30 uur (UTC) | Engeland (am.)                                              | 4 – 0 | Nederland | Anlaby Road, Kingston upon Hull Toeschouwers: 12.000 Scheidsrechter: Tom Dougray (SCO) |
| 16 maart Vriendschappelijk № 27 «onderlinge duels» 15:30 uur (UTC) | Walter Bailey 7', 24' Vivian Woodward 12' Edward Wright 89' |       |           | Anlaby Road, Kingston upon Hull Toeschouwers: 12.000 Scheidsrechter: Tom Dougray (SCO) |

|                                                                         |                                                                    |       |                                                      |                                                                                      |
| 24 maart Vriendschappelijk № 28 «onderlinge duels» 14:30 uur (UTC+0:20) | Nederland                                                          | 5 – 5 | Duitsland                                            | Sportpark Veerallee, Zwolle Toeschouwers: 10.000 Scheidsrechter: Jack Howcroft (ENG) |
| 24 maart Vriendschappelijk № 28 «onderlinge duels» 14:30 uur (UTC+0:20) | Jan Thomée 5', 53' Mannes Francken 34', 47' Max Breunig 66' (e.d.) |       | 13' Gottfried Fuchs 14', 31', 75', 79' Julius Hirsch | Sportpark Veerallee, Zwolle Toeschouwers: 10.000 Scheidsrechter: Jack Howcroft (ENG) |

| |                                                 |       |                                         | |
| 28 april Vriendschappelijk Rotterdamsch Nieuwsblad Beker № 29 «onderlinge duels» 14:30 uur (UTC+0:20) | Nederland                                       | 4 – 3 | België                                  | DFC-terrein aan de Markettenweg, Dordrecht Toeschouwers: 10.000 Scheidsrechter: Jacky Pearson (ENG) |
| 28 april Vriendschappelijk Rotterdamsch Nieuwsblad Beker № 29 «onderlinge duels» 14:30 uur (UTC+0:20) | Nol van Berckel 1' Mannes Francken 2', 20', 62' |       | 27' Joseph Musch 43', 56' Fernand Nisot | DFC-terrein aan de Markettenweg, Dordrecht Toeschouwers: 10.000 Scheidsrechter: Jacky Pearson (ENG) |

| Olympische Spelen 1912 |
| ---------------------- |

|                                                                                  |                                                 |       |                                       |                                                                                           |
| 29 juni Olympische Spelen Eerste ronde № 30 «onderlinge duels» 19:00 uur (UTC+1) | Zweden                                          | 3 – 4 | Nederland                             | Olympisch Stadion, Stockholm Toeschouwers: 14.000 Scheidsrechter: Wagstaffe Simmons (ENG) |
| 29 juni Olympische Spelen Eerste ronde № 30 «onderlinge duels» 19:00 uur (UTC+1) | Ivar Svensson 3', 80' Erik Börjesson 62' (pen.) |       | 26', 47' Nico Bouvy 41', 101' Jan Vos | Olympisch Stadion, Stockholm Toeschouwers: 14.000 Scheidsrechter: Wagstaffe Simmons (ENG) |

|                                                                                 |                  |       |                                             |                                                                             |
| 30 juni Olympische Spelen Kwartfinale № 31 «onderlinge duels» 16:00 uur (UTC+1) | Oostenrijk       | 1 – 3 | Nederland                                   | Råsundastadion, Solna Toeschouwers: 7.000 Scheidsrechter: David Philp (SCO) |
| 30 juni Olympische Spelen Kwartfinale № 31 «onderlinge duels» 16:00 uur (UTC+1) | Alois Müller 41' |       | 8' Nico Bouvy 12' Cees ten Cate 30' Jan Vos | Råsundastadion, Solna Toeschouwers: 7.000 Scheidsrechter: David Philp (SCO) |

|                                                                                 |                                                          |       |                          |                                                                                    |
| 2 juli Olympische Spelen Halve finale № 32 «onderlinge duels» 19:00 uur (UTC+1) | Denemarken                                               | 4 – 1 | Nederland                | Olympisch Stadion, Stockholm Toeschouwers: 6.000 Scheidsrechter: Ede Herczog (HUN) |
| 2 juli Olympische Spelen Halve finale № 32 «onderlinge duels» 19:00 uur (UTC+1) | Emil Jørgensen 7' Anthon Olsen 14', 87' Poul Nielsen 37' |       | 85' (e.d.) Harald Hansen | Olympisch Stadion, Stockholm Toeschouwers: 6.000 Scheidsrechter: Ede Herczog (HUN) |

|                                                                                   |         |                                                                                   |           |                                                                                     |
| 4 juli Olympische Spelen Bronzen finale № 33 «onderlinge duels» 15:00 uur (UTC+1) | Finland | 0 – 9                                                                             | Nederland | Råsunda Idrottsplats, Solna Toeschouwers: .000 Scheidsrechter: Paulus Sjöblom (SWE) |
| 4 juli Olympische Spelen Bronzen finale № 33 «onderlinge duels» 15:00 uur (UTC+1) |         | 24', 57' Jan van der Sluis 28', 86' Huug de Groot 29', 43', 46', 74', 78' Jan Vos |           | Råsunda Idrottsplats, Solna Toeschouwers: .000 Scheidsrechter: Paulus Sjöblom (SWE) |

|  |  |  |  |  |  |  |  |  |

|                                                                         |                      |       |                                       |                                                                                    |
| 17 november Vriendschappelijk № 34 «onderlinge duels» 14:30 uur (UTC+1) | Duitsland            | 2 – 3 | Nederland                             | Sportplatz Leipzig, Leipzig Toeschouwers: 10.000 Scheidsrechter: Ede Herczog (HUN) |
| 17 november Vriendschappelijk № 34 «onderlinge duels» 14:30 uur (UTC+1) | Adolf Jäger 15', 65' |       | 27', 74' Mannes Francken 56' Jur Haak | Sportplatz Leipzig, Leipzig Toeschouwers: 10.000 Scheidsrechter: Ede Herczog (HUN) |

### 1913
|                                                                                       |                                                       |       |                                      |                                                                                     |
| 9 maart Vriendschappelijk Coupe Vanden Abeele № 35 «onderlinge duels» 14:30 uur (UTC) | België                                                | 3 – 3 | Nederland                            | Beerschotstadion, Antwerpen Toeschouwers: 12.000 Scheidsrechter: Fred Kirkham (ENG) |
| 9 maart Vriendschappelijk Coupe Vanden Abeele № 35 «onderlinge duels» 14:30 uur (UTC) | Robert Deveen 17', 29' Fernand Nisot 30' Jur Haak 44' |       | 1' Leo Bosschart 63' Mannes Francken | Beerschotstadion, Antwerpen Toeschouwers: 12.000 Scheidsrechter: Fred Kirkham (ENG) |

|                                                                         |                       |       |                     |                                                                                         |
| 24 maart Vriendschappelijk № 36 «onderlinge duels» 14:30 uur (UTC+0:20) | Nederland             | 2 – 1 | Engeland (am.)      | Sportpark Houtrust, Den Haag Toeschouwers: 16.300 Scheidsrechter: Charles Barette (BEL) |
| 24 maart Vriendschappelijk № 36 «onderlinge duels» 14:30 uur (UTC+0:20) | Huug de Groot 4', 56' |       | 23' Vivian Woodward | Sportpark Houtrust, Den Haag Toeschouwers: 16.300 Scheidsrechter: Charles Barette (BEL) |

| |                          |       |                                                                      |                                                                                         |
| 15 maart Vriendschappelijk Rotterdamsch Nieuwsblad Beker № 37 «onderlinge duels» 14:30 uur (UTC+0:20) | België                   | 2 – 4 | Nederland                                                            | Sportpark Veerallee, Zwolle Toeschouwers: 18.000 Scheidsrechter: Dicky Schumacher (ENG) |
| 15 maart Vriendschappelijk Rotterdamsch Nieuwsblad Beker № 37 «onderlinge duels» 14:30 uur (UTC+0:20) | Sylva Brébart 18' (pen.) |       | 32', 74' Dé Kessler 63' Willy Westra van Holthe 80' Jacques Francken | Sportpark Veerallee, Zwolle Toeschouwers: 18.000 Scheidsrechter: Dicky Schumacher (ENG) |

|                                                                      |                                              |       |                        |                                                                                              |
| 5 november Vriendschappelijk № 38 «onderlinge duels» 14:30 uur (UTC) | Engeland (am.)                               | 2 – 1 | Nederland              | Anlaby Road, Kingston upon Hull Toeschouwers: 14.000 Scheidsrechter: William Nunnerley (WAL) |
| 5 november Vriendschappelijk № 38 «onderlinge duels» 14:30 uur (UTC) | Arthur Knight 14' (pen.) Vivian Woodward 81' |       | 67' (pen.) Joop Boutmy | Anlaby Road, Kingston upon Hull Toeschouwers: 14.000 Scheidsrechter: William Nunnerley (WAL) |

### 1914
|                                                                                        |                                     |       |                                                                      |                                                                                       |
| 15 maart Vriendschappelijk Coupe Vanden Abeele № 39 «onderlinge duels» 14:30 uur (UTC) | België                              | 2 – 4 | Nederland                                                            | Beerschotstadion, Antwerpen Toeschouwers: .000 Scheidsrechter: Dicky Schumacher (ENG) |
| 15 maart Vriendschappelijk Coupe Vanden Abeele № 39 «onderlinge duels» 14:30 uur (UTC) | Sylva Brébart 18' Sylva Brébart 68' |       | 32', 74' Dé Kessler 63' Willy Westra van Holthe 80' Jacques Francken | Beerschotstadion, Antwerpen Toeschouwers: .000 Scheidsrechter: Dicky Schumacher (ENG) |

|                                                                        |                                                     |       |                                                                   |                                                                                                |
| 5 april Vriendschappelijk № 40 «onderlinge duels» 14:30 uur (UTC+0:20) | Nederland                                           | 4 – 4 | Duitsland                                                         | Het Nederlandsch Sportpark, Amsterdam Toeschouwers: 22.129 Scheidsrechter: Jack Howcroft (ENG) |
| 5 april Vriendschappelijk № 40 «onderlinge duels» 14:30 uur (UTC+0:20) | Jan Vos 34' Wout Buitenweg 66', 82' Dirk Lotsij 79' |       | 49' Richard Queck 55' Adolf Jäger 66' Otto Harder 90' Karl Wegele | Het Nederlandsch Sportpark, Amsterdam Toeschouwers: 22.129 Scheidsrechter: Jack Howcroft (ENG) |

| |                                                    |       |                                    |                                                                                                |
| 26 april Vriendschappelijk Rotterdamsch Nieuwsblad Beker № 41 «onderlinge duels» 14:30 uur (UTC+0:20) | Nederland                                          | 4 – 2 | België                             | Het Nederlandsch Sportpark, Amsterdam Toeschouwers: 28.282 Scheidsrechter: Jacky Pearson (ENG) |
| 26 april Vriendschappelijk Rotterdamsch Nieuwsblad Beker № 41 «onderlinge duels» 14:30 uur (UTC+0:20) | Wout Buitenweg 15', 81' Jan Vos 24' Dé Kessler 62' |       | 37' Jan Van Cant 40' Fernand Nisot | Het Nederlandsch Sportpark, Amsterdam Toeschouwers: 28.282 Scheidsrechter: Jacky Pearson (ENG) |

|                                                                    |                                               |       |                                           |                                                                                            |
| 17 mei Vriendschappelijk № 42 «onderlinge duels» 13:30 uur (UTC+1) | Denemarken                                    | 4 – 3 | Nederland                                 | Københavns Idrætspark, Kopenhagen Toeschouwers: 13.000 Scheidsrechter: Jack Howcroft (ENG) |
| 17 mei Vriendschappelijk № 42 «onderlinge duels» 13:30 uur (UTC+1) | Poul Nielsen 20', 63', 69' Sophus Nielsen 68' |       | 11', 34' Wout Buitenweg 33' Huug de Groot | Københavns Idrætspark, Kopenhagen Toeschouwers: 13.000 Scheidsrechter: Jack Howcroft (ENG) |

### 1919
|                                                                       |                                                   |       |                      |                                                                                                |
| 9 juni Vriendschappelijk № 43 «onderlinge duels» 15:30 uur (UTC+0:20) | Nederland                                         | 3 – 1 | Zweden               | Het Nederlandsch Sportpark, Amsterdam Toeschouwers: 32.280 Scheidsrechter: Jack Howcroft (ENG) |
| 9 juni Vriendschappelijk № 43 «onderlinge duels» 15:30 uur (UTC+0:20) | Theo Brokmann 82' Dé Kessler 83' Wim Gupffert 87' |       | 22' Herbert Carlsson | Het Nederlandsch Sportpark, Amsterdam Toeschouwers: 32.280 Scheidsrechter: Jack Howcroft (ENG) |

|                                                                         |                                                |       |                    |                                                                                             |
| 24 augustus Vriendschappelijk № 44 «onderlinge duels» 15:00 uur (UTC+1) | Zweden                                         | 4 – 1 | Nederland          | Olympisch Stadion, Stockholm Toeschouwers: 20.000 Scheidsrechter: Hagbard Vestergaard (DEN) |
| 24 augustus Vriendschappelijk № 44 «onderlinge duels» 15:00 uur (UTC+1) | Herbert Carlsson 6', 20', 43' Olof Svedberg 7' |       | 31' Wout Buitenweg | Olympisch Stadion, Stockholm Toeschouwers: 20.000 Scheidsrechter: Hagbard Vestergaard (DEN) |

|                                                                         |                       |       |                    |                                                                          |
| 31 augustus Vriendschappelijk № 33 «onderlinge duels» 12:30 uur (UTC+1) | Noorwegen             | 1 – 1 | Nederland          | Gressbanen, Oslo Toeschouwers: 14.000 Scheidsrechter: Kurt Nilsson (SWE) |
| 31 augustus Vriendschappelijk № 33 «onderlinge duels» 12:30 uur (UTC+1) | Kaare Engebretsen 67' |       | 58' Wout Buitenweg | Gressbanen, Oslo Toeschouwers: 14.000 Scheidsrechter: Kurt Nilsson (SWE) |

## Samenvatting
| Competitie        | Totaal gespeeld | Winst | Gelijk | Verlies | Doelpunten | Doelpunten | Doelpunten |
| Competitie        | Totaal gespeeld | Winst | Gelijk | Verlies | Voor       | Tegen      | Saldo      |
| ----------------- | --------------- | ----- | ------ | ------- | ---------- | ---------- | ---------- |
| Olympische Spelen | 6               | 4     | 0      | 2       | 19         | 12         | +7         |
| Vriendschappelijk | 39              | 21    | 4      | 14      | 124        | 132        | -8         |
| Totaal            | 45              | 25    | 4      | 16      | 143        | 144        | -1         |

KNVB ·
A-internationals ·
Bondscoaches (m) ·
Topscorers ·
Nederlands vrouwenelftal ·
Bondscoaches (v) ·
Nederland B ·
Olympisch elftal ·
Jong Oranje ·
Nederland –20 ·
Nederland –19 ·
Nederland –18 ·
Nederland –17 ·
Nederland –16 ·
Nederland –15 ·
Nederlands amateurelftal ·
Nederlands zaterdagelftal ·
Jong OranjeLeeuwinnen ·
Vrouwen –20 ·
Vrouwen –19 ·
Vrouwen –18 ·
Vrouwen –17 ·
Vrouwen –16 ·
Vrouwen –15 ·
Militair mannenelftal ·
Militair vrouwenelftal ·
Strandteam ·
Vrouwen Strandteam ·
Futsalteam ·
Vrouwen Futsalteam

EK-wedstrijden ·
WK-wedstrijden ·
Resultaten kwalificaties en eindronden ·
Nederland B-wedstrijden ·
Officieuze wedstrijden ·
EK-wedstrijden vrouwen ·
WK-wedstrijden vrouwen ·
Resultaten vrouwen kwalificaties en eindronden
1905 – 1919 ·
1920 – 1929 ·
1930 – 1939 ·
1940 – 1949 ·
1950 – 1959 ·
1960 – 1969 ·
1970 – 1979 ·
1980 – 1989 ·
1990 – 1999 ·
2000 – 2009 ·
2010 – 2019 ·
2020 – 2029
2015 ·
2016 ·
2017 ·
2018 ·
2019 ·
2020 ·
2021 · 
2022
EK's: 1976 · 
1980 · 
1988 · 
1992 · 
1996 · 
2000 · 
2004 · 
2008 · 
2012 · 
2020 · 
2024
WK's: 1934 · 
1938 · 
1974 · 
1978 · 
1990 · 
1994 · 
1998 · 
2006 · 
2010 · 
2014 · 
2022
OS: 1908 ·
1912 ·
1920 ·
1924 ·
1928 ·
1948 ·
1952 ·
2008
Albanië ·
Andorra ·
Argentinië ·
Armenië ·
Australië ·
België ·
Bosnië en Herzegovina ·
Brazilië ·
Bulgarije ·
Canada ·
Chili ·
China ·
Colombia ·
Costa Rica ·
Curaçao ·
Cyprus ·
DDR ·
Denemarken ·
Duitsland ·
Ecuador ·
Egypte ·
Engeland ·
Estland ·
Faeröer ·
Finland ·
Frankrijk ·
GOS · 
Georgië ·
Ghana ·
Gibraltar ·
Griekenland ·
Hongarije ·
Ierland ·
IJsland ·
Indonesië ·
Iran ·
Israël ·
Italië ·
Ivoorkust ·
Japan ·
Joegoslavië ·
Kameroen ·
Kazachstan ·
Kroatië ·
Letland ·
Liechtenstein ·
Luxemburg ·
Malta ·
Marokko ·
Mexico ·
Moldavië ·
Montenegro ·
Nederlandse Antillen ·
Nigeria ·
Noord-Ierland ·
Noord-Macedonië ·
Noorwegen ·
Oekraïne ·
Oostenrijk ·
Paraguay ·
Peru ·
Polen ·
Portugal ·
Qatar ·
Roemenië ·
Rusland ·
Saarland ·
San Marino ·
Saoedi-Arabië ·
Schotland ·
Senegal ·
Servië en Montenegro ·
Slovenië ·
Slowakije ·
Sovjet-Unie ·
Spanje ·
Suriname ·
Thailand ·
Tsjechië ·
Tsjecho-Slowakije ·
Tunesië ·
Turkije ·
Uruguay ·
Verenigd Koninkrijk ·
Verenigde Staten ·
Wales ·
Wit-Rusland ·
Zuid-Afrika ·
Zuid-Korea ·
Zweden ·
Zwitserland
Argentinië (1978) ·
Argentinië (2006) ·
Argentinië (2014) ·
Argentinië (2022) ·
Australië (2014) ·
Brazilië (2014) ·
Chili (2014) · 
Costa Rica (2014) ·
Denemarken (2010) ·
Denemarken (2012) ·
Duitsland (2012) · 
Ecuador (2022) · 
Frankrijk (2008) ·
Italië (2008) ·
Ivoorkust (2006) ·
Japan (2010) ·
Kameroen (2010) ·
Mexico (2014) · 
Noord-Macedonië (2021) · 
Oekraïne (2021) · 
Oostenrijk (2021) · 
Portugal (2006) ·
Portugal (2012) ·
Portugal (2019) ·
Qatar (2022) ·
Roemenië (2008) ·
Rusland (2008) ·
San Marino (2011) ·
Senegal (2022) ·
Servië en Montenegro (2006) ·
Sovjet-Unie (1988) ·
Spanje (2010) ·
Spanje (2014) ·
Tsjechië (2021) · 
Uruguay (2010) ·
Verenigde Staten (2022) · 
West-Duitsland (1974)
België · Bohemen · Denemarken · Duitsland · Engeland · Finland · Frankrijk · Hongarije · Ierland · Italië · Luxemburg · Nederland · Noorwegen · Oostenrijk · Rusland · Schotland · Wales · Zweden · Zwitserland